# Banyutus neuter
Banyutus neuter is een insect uit de familie van de mierenleeuwen (Myrmeleontidae), die tot de orde netvleugeligen (Neuroptera) behoort. 
Banyutus neuter is voor het eerst wetenschappelijk beschreven door Navás in 1912.